# Latrodectus apicalis
Espèce
Latrodectus apicalis est une espèce d'araignées aranéomorphes de la famille des Theridiidae.

## Distribution
Cette espèce est endémique des îles Galápagos. Elle se rencontre sur Fernandina, Floreana, Genovesa, Isabela, Marchena, Pinta, Pinzón, San Cristóbal, Santa Cruz, Santa Fé et Santiago.

## Publication originale
- Butler, 1877 : Myriopoda and Arachnida. Account of the zoological collection made during the visit of H. M. S. Peterel to the Galapagos Islands. Proceedings of the Zoological Society of London, vol. 1877, p. 75-77 (texte intégral).